# Halictus ferinus
Halictus ferinus är en biart som beskrevs av Cameron 1905. Halictus ferinus ingår i släktet bandbin, och familjen vägbin. Inga underarter finns listade i Catalogue of Life.